# Boršice
Boršice (hasta 1996 oficialmente y aún hoy en ocasiones utilizado, Boršice u Buchlovice) es un municipio situado en el distrito de Uherské Hradiště, en la región de Zlín, República Checa. Tiene una población estimada, a inicios de 2024, de 2209 habitantes.
Está ubicado en la zona más occidental de los montes Cárpatos, al este de Brno y cerca de la orilla del río Morava —un afluente izquierdo del Danubio— y de la frontera con Eslovaquia.